# Klaus Ceynowa

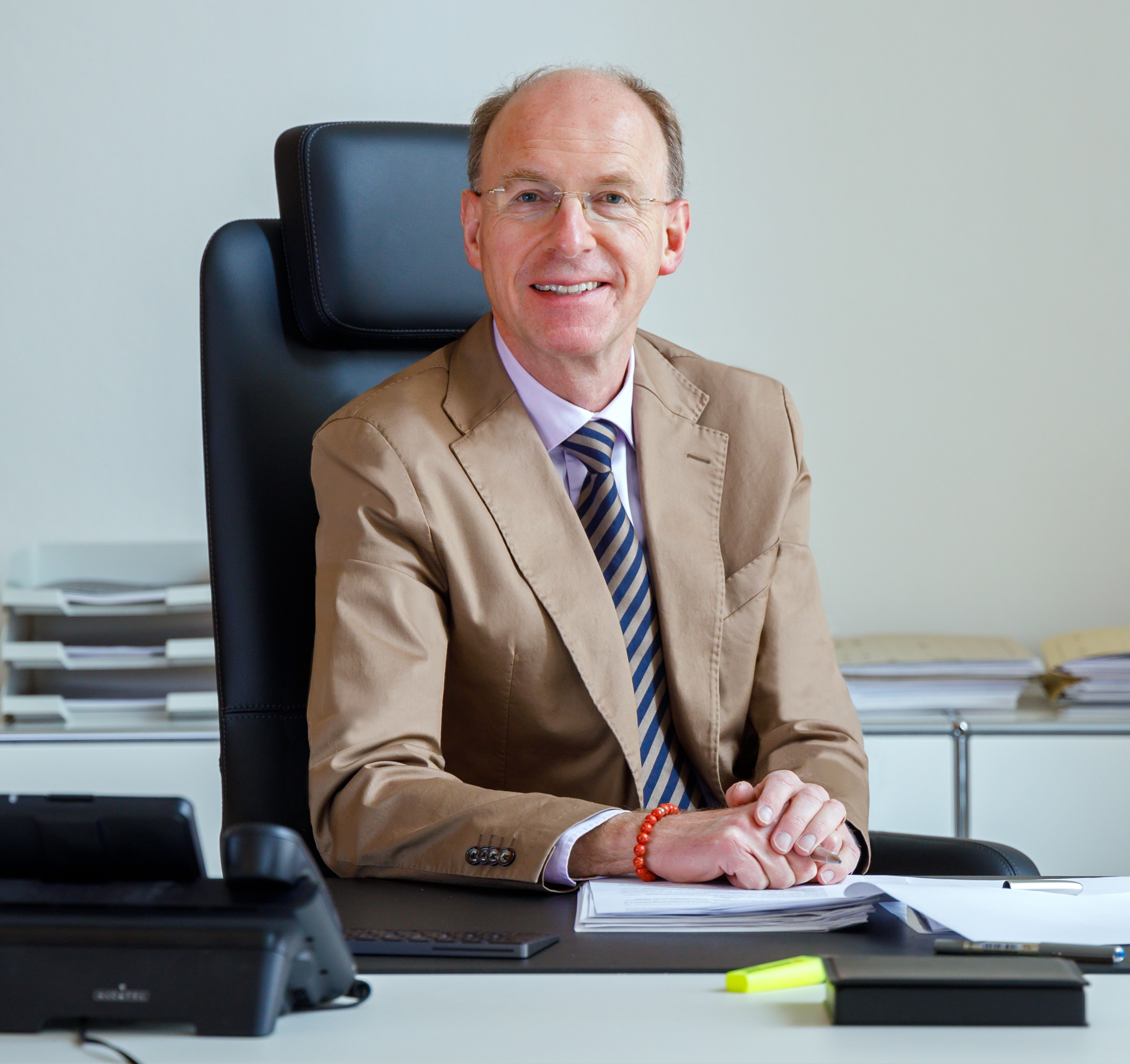
Klaus Ceynowa

Klaus Ceynowa (* 20. Oktober 1959 in Paderborn) ist ein deutscher Bibliothekar. Von 2015 bis 2025 war er Generaldirektor der Bayerischen Staatsbibliothek in München.

## Herkunft und Ausbildung
Geboren und aufgewachsen in Paderborn in Nordrhein-Westfalen, besuchte Ceynowa das Gymnasium Theodorianum in Paderborn und machte dort 1978 das Abitur. Im Anschluss studierte er Philosophie, Germanistik, Geschichte und Erziehungswissenschaft an der Westfälischen Wilhelms-Universität Münster und absolvierte 1986 die Erste Staatsprüfung für das Lehramt der Sekundarstufe II und I. 1991 wurde er am Philosophischen Seminar der Universität Münster bei Malte Hossenfelder mit dem Dissertationsthema „Zwischen Pragmatismus und Fiktionalismus. Hans Vaihingers ‚Philosophie des Als Ob‘“ promoviert.

## Beruflicher Werdegang
1994 absolvierte Ceynowa die Laufbahnprüfung für den Höheren Bibliotheksdienst an wissenschaftlichen Bibliotheken des Landes Nordrhein-Westfalen. Von 1995 bis 2001 arbeitete er als Direktionsreferent und Leiter der Erwerbungs- und Katalogisierungsabteilung an der Universitäts- und Landesbibliothek Münster, in den Jahren 2002 bis 2005 als stellvertretender Direktor an der Niedersächsischen Staats- und Universitätsbibliothek Göttingen.
Seit 2005 war Ceynowa stellvertretender Generaldirektor, seit 2015 bis 2025 Generaldirektor der Bayerischen Staatsbibliothek, kurz BSB, die mit mehr als 38 Millionen Medien die größte Universal- und Forschungsbibliothek Deutschlands ist. Dort war er für 900 Mitarbeiter verantwortlich und für einen Buchbestand von mehr als 11,4 Millionen Bänden. Der jährliche Zuwachs beläuft sich auf rund 120.000 Bücher. Hinzu kommen 53.400 laufende Zeitschriften in elektronischer und gedruckter Form und 148.000 Handschriften sowie 21.000 Inkunabeln.

## Berufliche Schwerpunkte
Ceynowa gilt als dezidierter Vertreter der Digitalen Transformation von Bibliotheken und Gedächtnisinstitutionen. Gleichzeitig betont er stets die Bedeutung der historisch gewachsenen Sammlungen in diesen Einrichtungen und die Notwendigkeit ihres weiteren Ausbaus. Zentrales Anliegen von Bibliotheken ist für Ceynowa die Wahrung von Kulturgut. Die Spanne reicht von der Gutenberg-Bibel bis zu Big Data. Erleben und sich beschäftigen mit Kulturschätzen zum Beispiel auch auf dem Smartphone und in virtuellen Szenarien ist für ihn eine Selbstverständlichkeit. Ceynowa ist unter anderem federführend für zahlreiche Digitalisierungsprojekte der Bayerischen Staatsbibliothek. Dazu zählen 3D-Internet-Applikationen, ScanRobotics, die Massendigitalisierung im Google-Books-Project, digitale Langzeitarchivierung, Visual Search, Mobile Applikationen, Gesture-Based-Computing sowie der technische Betrieb des bayerischen Landeskulturportals bavarikon und der Verkündungsplattform Bayern.
Im Fokus von Ceynowas Wirken steht insbesondere der in der BSB ehemals zur Abteilung für Handschriften und Alte Drucke gehörende Bereich Karten & Bilder, der seit März 2019 eine eigene Abteilung ist. Mit rund 425.000 Einzelkarten und 13.000 Atlanten betreut sie die zweitgrößte Kartensammlung Deutschlands. 2019 schenkte das Hamburger Magazin „Stern“ der Staatsbibliothek sein analoges Bildarchiv, das 15 Millionen Negative, Dias und Papierabzüge aus der Zeit zwischen 1948 und 2001 umfasst. In langen Verhandlungen gelang es Klaus Ceynowa, mit zahlreichen Fotografen Vereinbarungen zu treffen, die es der BSB erlauben, die Bilder im Internet zu zeigen. Seither beherbergt die BSB mit 19,4 Millionen Einzelbildern eines der größten Bildarchive in einer öffentlichen Einrichtung im deutschen Sprachraum.
In den Jahren 2023 und 2024 gelang Ceynowa mit dem Ankauf mehrerer bedeutender, hochpreisiger japanischer Farbholzschnitte ein wichtiger Ausbau der japanischen Sammlung der BSB, darunter ein sehr früher Druck von Hokusais „Große Welle“, eines der globalen Icons der Weltkultur.
Klaus Ceynowa war Mitglied zahlreicher Gremien und Kommissionen des deutschen und internationalen Bibliothekswesens, darunter:
- im Vorstand des Kompetenznetzwerks der Deutschen Digitalen Bibliothek,[17]
- in der Kommission für bayerische Landesgeschichte bei der Bayerischen Akademie der Wissenschaften,[18]
- im IFLA-Nationalkomitee Deutschland (International Federation of Library Associations and Institutions, IFLA) – Weltbibliotheksverband,[19]
- im Advisory Council der Stanford University Libraries

## Persönliches
Klaus Ceynowa ist verheiratet mit Irmhild Ceynowa, der Leiterin des Instituts für Bestandserhaltung und Restaurierung der Bayerischen Staatsbibliothek.

## Publikationen
Schwerpunkt der wissenschaftlich-publizistischen Arbeit von Klaus Ceynowa ist zum einen der Erhalt und die Pflege historischer Bibliotheksbestände und zum anderen die Transformation der in Bibliotheken vorhandenen Kulturgüter in das Digitale Zeitalter. Der wissenschaftliche Ansatz „Digitale Wissenswelten – Herausforderungen für die Bibliothek der Zukunft“ zieht sich durch viele seiner Veröffentlichungen.

### Monographien
- Zwischen Pragmatismus und Fiktionalismus: Hans Vaihingers „Philosophie des Als Ob“, Würzburg: Königshausen & Neumann 1993 (Dissertation), ISBN 978-3-88479-751-8
- Von der „dreigeteilten“ zur „fraktalen“ Bibliothek: benutzerzentrierte Bibliotheksarbeit im Wandel. Das Beispiel der Stadtbibliothek Paderborn, Würzburg: Königshausen & Neumann 1994, ISBN 3-88479-948-7
- Kostenmanagement für Hochschulbibliotheken, Frankfurt am Main: Verlag Vittorio Klostermann, 1999, ISBN 3-465-03033-8
- Balanced Scorecard für wissenschaftliche Bibliotheken, Frankfurt am Main: Verlag Vittorio Klostermann 2002, ISBN 3-465-03207-1

### Beiträge (Auswahl)
- Klaus Ceynowa: Kontextualisieren, Innovieren, Vermarkten - Bibliothekarisches Sammeln in der digitalen Transformation, In: Praxishandbuch Bibliotheksmanagement, 2. Auflage, Hrsg. von Jochen Johannsen, Bernhard Mittermaier, Hildegard Schäffler, Konstanze Söllner, Verlag DeGruyter, Berlin 2024, S. 549–563.

- Was ChatGPT über Bibliothekar*innen weiß … In: Zeitschrift für Bibliothekswesen und Bibliographie 70. Verlag Vittorio Klostermann, Frankfurt am Main 2023, S. 99–100.
- New Work in der Praxis: Mobiles Arbeiten als Regelarbeitsform der Bayerischen Staatsbibliothek. In: Zeitschrift für Bibliothekswesen und Bibliographie 69. Verlag Vittorio Klostermann, Frankfurt am Main 2022, S. 312–319.
- Was heißt „Sammeln“ im digitalen Zeitalter? Bemerkungen aus bibliothekarischer Perspektive. In: Archivalische Zeitschrift 99. Band, Festschrift für Margit Ksoll-Marcon. Hrsg. von Bernhard Grau, Laura Scherr, Michael Unger. Böhlau Verlag, Köln 2022, S. 67–76.
- Problematische Inhalte als Open Data? Das Beispiel des Fotoarchivs Hoffmann. In: Nationalsozialismus digital. Die Verantwortung von Bibliotheken, Archiven und Museen sowie Forschungseinrichtungen und Medien im Umgang mit der NS-Zeit im Netz. Hrsg. von Markus Stumpf, Hans Petschar und Oliver Rathkolb. Vienna University Press, Wien 2021, S. 267–276 (vr-elibrary.de).
- Was zählt und was stört – Zukunftsperspektiven der Bibliothek: Zwischenrufe eines Erfahrungsübersättigten. In: Achim Bonte, Juliane Rehnolt (Hrsg.): Kooperative Informationsinfrastrukturen als Chance und Herausforderung: Thomas Bürger zum 65. Geburtstag. De Gruyter, Berlin 2018, S. 53–69.
- Research Library Reloaded? Überlegungen zur Zukunft der geisteswissenschaftlichen Forschungsbibliothek. In: Zeitschrift für Bibliothekswesen und Bibliographie 65 (2018), 1, S. 3–7.
- Content ohne Context? Grenzen der „Offenheit“ digitaler Sammlungen. In: Zeitschrift für Bibliothekswesen und Bibliographie 64 (2017), 3/4, (Themenheft „Der ‚Giftschrank’ heute: Vom Umgang mit ‚problematischen’ Inhalten und der Verantwortung der Bibliotheken“) S. 181–187.[21]
- mit Markus Brantl, Thomas Meiers und Thomas Wolf: Visuelle Suche in historischen Werken. In: Datenbank-Spektrum 17 (2017), S. 53–60.[22]
- „Bibliothekspolitik“: Prätention, Praxis und Perspektiven. In: Bibliothek Forschung und Praxis 40 (2016), 3, S. 411–423.
- Printed? Digital? It’s all the same! The academic library – of false front lines, unfulfilled doom, and new challenges. In: Logos: journal of the world publishing community 27 (2016), 3, S. 7–10.
- Anker im Fluss des Wissens – Begehrte „Ruinen“: Die Bibliothek der Zukunft muss dynamischen Objekten Dauer verleihen. In: Frankfurter Allgemeine Zeitung. Nr. 74, 30. März 2016, S. N4.
- Information in the digital knowledge ecosystem – Challenges for the library of the future. In: Leda Bultrini (Hrsg.): Knowledge management in libraries and organizations. De Gruyter, Berlin 2016, S. 47–54 (IFLA publications. 173).
- Vom Wert des Sammelns und vom Mehrwert des Digitalen – Verstreute Bemerkungen zur gegenwärtigen Lage der Bibliothek. In: Bibliothek Forschung und Praxis 39 (2015), 3, S. 268–276.
- Von der Aura des Originals zur Immersivität des Digitalen – Experimente der Bayerischen Staatsbibliothek im virtuellen Kulturraum. In: Klaus Ceynowa, Martin Hermann (Hrsg.): Bibliotheken: Innovation aus Tradition: Rolf Griebel zum 65. Geburtstag. De Gruyter, Berlin 2014, S. 249–257.
- Wissen und Information im Digitalen Zeitalter – Herausforderungen und Chancen für die Bibliothek der Zukunft. In: Rolf Griebel, Hildegard Schäffler, Konstanze Söllner (Hrsg.): Praxishandbuch Bibliotheksmanagement. De Gruyter, Berlin 2014.
- Der Text ist Tot – Es lebe das Wissen! In: Hohe Luft – Philosophie-Zeitschrift 1 (2014), S. 52–57.